# Salvatore Crippa
Salvatore Crippa (Monza, 2 novembre 1914 – Monza, 30 novembre 1971) è stato un ciclista su strada italiano, professionista e indipendente tra il 1937 e il 1949 e vincitore di una tappa al Giro d'Italia 1938.

## Carriera
Tra i dilettanti vinse, nel 1936, il Piccolo Giro di Lombardia. Attivo come indipendente e professionista dal 1937, corse per la Wolsit-Binda, la Gerbi, la Viscontea, la Ricci e la Lygie.
Nel 1937 si aggiudicò la Coppa del Re e la Targa d'Oro Città di Legnano; nel 1938 partecipò al primo dei suoi sei Giri d'Italia, vincendo l'ottava tappa, da Montecatini Terme a Chianciano Terme. Nelle stagioni seguenti concluse al sesto posto il Giro d'Italia 1939, al quarto il Giro 1946 e all'ottavo il Giro 1947; nel mezzo, vinse tre edizioni consecutive della Coppa d'Inverno a Milano e Biassono, tra il 1944 e il 1946. Tra gli altri piazzamenti di rilievo, ottenne il terzo posto al Giro di Lombardia 1939 (dietro Gino Bartali e Adolfo Leoni), il terzo alla Milano-Torino 1942 (dietro Pietro Chiappini ed Osvaldo Bailo) e il terzo alla Coppa Agostoni 1946 (dietro Luigi Casola e Antonio Covolo).

## Palmarès
- 1934 (dilettanti)

Medaglia d'Oro Città di Monza
- 1936 (dilettanti)

Medaglia d'Oro Città di Monza
Piccolo Giro di Lombardia
- 1937

Coppa del Re Imperatore
Targa d'Oro Città di Legnano
- 1938

8ª tappa Giro d'Italia (Montecatini Terme > Chianciano Terme)
Medaglia d'Oro Città di Monza
- 1944

Coppa d'Inverno
- 1945

Coppa d'Inverno
- 1946

Gran Premio San Gottardo
Coppa d'Inverno

## Piazzamenti

### Grandi Giri
- Giro d'Italia

1938: ritirato
1939: 6º
1940: 16º
1946: 4º
1947: 8º
1949: 58º

### Classiche monumento
- Milano-Sanremo

1938: 80º
1939: 19º
1940: 6º
1941: 22º
1942: 14º
1943: 7º
1946: 9º
- Giro di Lombardia

1936: 24º
1937: 19º
1938: 7º
1939: 3º
1940: 7º
1941: 15º
1942: 27º
1945: 7º
1947: 18º
1948: 19º